# Доминика
Доминика (на английски: Commonwealth of Dominica; на френски: Dominique; на испански: Mancomunidad de Dominica), официално Общност на Доминика, е островна държава в Карибско море. На латински името ѝ означава неделя – това е денят, през който Колумб открива острова. Местното население както в Северна Америка и тук живее главно в индиански резервати. Тъй като Доминика се намира между две френски владения, тя често е наричана Френска Доминика. Въпреки това официалният език е английски, но се долавя и френски креолски.
Доминика е наричана „Островът природа на Карибите“, тъй като тук са запазени изключително редки животински и растителни видове, като папагалът Сисеру, който е на знамето на страната. Важни за икономиката на страната са туризмът и земеделието.

## История
Доминика, както останалите държави в Карибския регион, първоначално е заселена от индианци, които след пристигането на колонизаторите биват избити. На тяхно място са докарани роби от Африка, които да работят на плантациите. През по-голямата част от XVII, XVIII, XIX и XX век, Доминика е или британска, или френска колония. През 1978 година тя „извоюва“ своята независимост от Великобритания.

## Политика
Доминика е парламентарна република в границите на Общността на нациите. Държавен глава е президентът, но и министър-председателят има голяма власт. В парламента има 30 депутати, като 21 от тях са директно избирани, а другите девет или се посочват от президента, или се избират от останалите 21 депутати. За разлика от останалите страни в Общността, държавният глава на Доминика не е британският монарх. Доминика решава да избира сама своя държавен глава.
Страната е пълноправен член на Карибската общност и Организацията на източнокарибските държави. Член е и на Трибунала за международни престъпления (на английски: International Criminal Court). През 2008 година Доминика се присъединява към Боливарската алтернатива за Америките (на английски: Bolivarian Alternative for the Americas или АЛБА – на испански).

## Административно деление
Доминика е разделена на десет енории (parishes):
1. Енория Сейнт Андрю (Свети Андрей)
2. Енория Сейнт Дейвид (Свети Давид)
3. Енория Сейнт Джордж (Свети Георги)
4. Енория Сейнт Джон (Свети Иван)
5. Енория Сейнт Джоузеф (Свети Йосиф)
6. Енория Сейнт Люк (Свети Лука)
7. Енория Сейнт Марк (Свети Марко)
8. Енория Сейнт Патрик (Свети Патрик)
9. Енория Сейнт Пол (Свети Павел)
10. Енория Сейнт Питър (Свети Петър)

## География
Територията на острова е покрита главно с дъждовни гори. Тук могат да се намерят растения и животни, които са изчезнали като вид от съседните острови. Страната е с богат воден резерв – има 365 реки, много водопади и потоци, подземни води.
На територията на Доминика има един природен парк – Морн Троа Питон, който е и в списъка на ЮНЕСКО.
„Островът на птиците“ (в буквален превод от испански: Isla Aves) е малък остров, който принадлежи на Доминика, но Венецуела също има претенции към малкото парче земя. Островът с размери 375 метра на дължина и не повече от 50 на ширина е разположен на 110 километра западно от Доминика.

## Климат
Доминика е уязвима за ураганите в Карибския регион. Тя се намира в така наречения район на ураганите. През 1979 година ураганът „Дейвид“ връхлита страната и оставя сериозни щети. На 17 август 2007 година ураганът „Дийн“ удря острова и взима две жертви – майка и дете загиват затрупани от свлачище, причинено от дъждовете. В друг инцидент двама души са ранени от паднало върху къщата им дърво. Дийн също нанася щети на икономиката на Доминика.

## Население
Населението на страната е около 73 хил. души и нараства изключително бавно заради миграция на по-младите хора главно към САЩ и Великобритания. Населението е съставено от:
- чернокожи (75% от населението през 2014), потомци на африкански роби;
- мулати (19%);
- малък брой европейци (0,8%).

Главните градове са столицата Розо и вторият по големина град – Портсмът с население 3000 души (Портсмът е бившата столица на Доминика).
Около 80% от населението са римокатолици има и малко мюсюлманско малцинство. Има и протестанти. В строеж е първата за Доминика джамия.
Интересен факт е, че в тази малка нация има 22 столетници (хора на над 100 години), повече от всяка друга държава в Карибския регион и 3 пъти повече отколкото в развитите страни (резултатите са в проценти).

## Език
В Доминика се говори английски. Той е и официалният език. Заради френското владичество и разположението ѝ между две френски владения, в Доминика се говори и френски креолски и антилски креолски (език с френска основа), който е рòден за 80% от населението. Поради тази причина Доминика е член на Организацията на франкофоните. В страна се говорят и диалекти – коку е диалект, смесица от английски креолски и доминикански креолски, говорен главно в селата Маригот и Уесли.

## Култура
Преди Доминика е обитаван от различни племена, но след колонизациите (френската и английската) от тях остава само едно племе, живеещо днес на около 15 кв. км в източната част на острова. Те избират свой собствен водач и са откъснати от останалия свят като начин на живот.
В държавата определено може да бъде забелязан така нареченият „културен живот“ – музиката и танците на ежегодните фестивали по случай независимостта са изключително пъстри. Доминиканската музика „пробива“ на международната сцена през 1973 година със създаването на групата Ексзайл Уан (Exile One), която проправя път на модерната музика от острова.
На острова има три големи вестникарски издания – „The Sun“, „The Times“ и „The Chronicles“. Има две национални телевизии, няколко радиостанции и мобилни мрежи. Сред спортовете на острова най-популярен е крикетът.

## Икономика
Икономическата ситуация в Доминика е сред най-сложните в Източните Кариби. Островната държава е два пъти на прага на финансова криза през 2003 и 2004 години. Едва през 2006 година е забелязан ръст в икономиката, дължащ се главно на приходи от туризма, строителството, банановата индустрия и външни инвестиции. Макроикономическите реформи, прилагани от правителството, също са успешни. Страната зависи до голяма част от банановата индустрия – продукцията се изнася за ЕС, а голяма част от работната ръка на острова е заета в отглеждането на банани. Също се изнасят индустриални продукти (сапун), както и други плодове (папая, манго и др.), цветя, кафе, алое вера и други.
Туризмът в страната тепърва започва да се развива, но потенциалът е огромен: девствени плажове, екваториални гори и изключителни гледки са част от нещата, които Доминика предлага на своите посетители.
Валутата в страната е източнокарибски долар. Един американски долар се равнява на приблизително 2,7 източнокарибски долара. Страната става все по-отворена към чуждестранните инвестиции.

## Транспорт
Шосета – 752 км. Няма жп линии. Международно летище и морско пристанище – Розо.